# Parque Municipal da Pedra Montada
O Parque Municipal da Pedra Montada ou Pedra Montada é um Monumento megalítico que se localiza dentro do Parque Municipal da Pedra Montada, no município de Guararema, no estado de São Paulo, Brasil. Trata-se de uma curiosa sobreposição de pedras, a superior, apresenta aproximadamente 6 metros de comprimento por 3 metros de largura e 2,50 metros de altura, e peso em torno de 50 toneladas. A pedra inferior encontra-se parcialmente soterrada, e possui dimensões estimadas de 7 metros de comprimento por 2,70 metros de largura e 2,50 metros de altura.
Situadas em um declive montanhoso e com uma pequena superfície de contato entre as duas pedras, a estrutura causa impressão ao visitante de que corre o risco iminente de desabar.
De natureza semelhante a outros megálitos encontrados pelo mundo, sua criação possivelmente data do Período Neolítico (12.000 a.C - 4.000 a.C).
O parque abriga cerca de 50 outras pedras gigantescas, a maior delas com mais de 10 metros de comprimento por 2,5 metros de altura, e peso por volta de 90 toneladas.
Não há informações sobre a origem das pedras. Algumas foram danificadas para a construção de uma fonte que se encontra em desuso.
Pouco acima, seguindo por uma trilha, os visitantes poderão conhecer a "Pedra do Tubarão", uma forma rochosa que lembra o grande peixe. Neste local também é possível avistar o vale do rio Paraíba do Sul com as suas curvas e o esverdeado de sua águas. Em frente ao parque há também a "pedra do ET", uma grande pedra que lembra a cabeça de um ET, mas somente quando há corte dos eucaliptos é que é visível.